# القنطرة (عكار)
القنطرةهي قرية لبنانية من قرى قضاء عكار في محافظة الشمال. تقع في تجمع للقرى يسمى نجد عكار.

## معلومات عامة عن بلدة القنطرة
القنطرة مميزة بقرب المسجد من الكنيسة أهل البلدة يتشاركون الحزن كما الفرح أجمالا لا يوجد فيها أي تمييز عنصري.
تقع القنطرة على كتف نهر عرقة البلدة صغيرة نسبيا عدد سكانها المقيمين لا يتعدى ال 500 نسمة من المسلمين والمسيحيين, من العائلات: آل محفوظ آل عبيد آل شعبان آل مصطفى آل سليمان آل المير آل جرمش آل العلي آل غنوم آل إسرائيل آل طنوس آل حنا
أهم الزراعات: أراضي شاسعة مشجرة زيتون من مئات السنين كما تعتمد على زراعة الحمضيات
والكرمة وغيرها الخ.